# Wesleyan University Press
Wesleyan University Press este o editură universitară care aparține Universității Wesleyene din Middletown, Connecticut. Editura este condusă în prezent de poeta și eseista Suzanna Tamminen.

## Prezentare generală
Editura a fost fondată (în forma sa actuală) în 1957 și publică cărți de poezie și cărți despre muzică, dans, teatru și cinematografie și cărți de studii americane. În 1965 Wesleyan University Press a vândut secția American Education Publications care publica revista pentru copii My Weekly Reader, dar a păstrat secția științifică. Întreaga activitate editorială se desfășoară în clădirea redacției din campusul universității. Publicarea (tipărirea) este realizată acum printr-un consorțiu al editurilor universitare din New England.
Wesleyan University Press se remarcă în rândul editurilor universitare americane prestigioase prin colecția sa de poezie, care include atât cărți ale unor poeți consacrați, cât și cărți ale unor poeți noi. Editura a lansat peste 250 de titluri în colecția sa de poezie și a obținut, doar pentru acea colecție, mai multe premii, inclusiv cinci premii Pulitzer, un premiu Bollingen, trei premii National Book, două premii ale National Book Critics Circle și un premiu American Book. Potrivit The New York Times, editurile universitare care au dotări mai mari, un sprijin financiar din partea statului sau programe universitare extinse nu se bucură de același statut în domeniul poeziei ca Wesleyan University Press și nici nu au câștigat o serie comparabilă de premii în domeniul poeziei. Editura a obținut, de asemenea, premii Pulitzer, American Book și alte premii pentru celelalte colecții ale sale.
Norman O. Brown și John Cage au fost printre primii autori proeminenți ale căror scrieri au fost publicate de editură. Colecția de poezii a editurii a fost îngrijită la începuturile sale de renumitul poet Richard Wilbur, care era atunci profesor de literatură engleză în cadrul universității. La mijlocul anilor 1950 William Manchester, care avea să devină apoi scriitor și profesor în cadrul universității, a îndeplinit funcția de redactor al editurii. Donald Hall, un viitor poet laureat al Statelor Unite ale Americii, a servit ca membru al consiliului editorial pentru poezie al editurii în perioada 1958-1964. În anii 1960 T.S. Eliot a servit atât ca editor itinerant al colecției de poezie, cât și drept consultant editorial special al editurii. Responsabilitățile lui Eliot includeau descoperirea unor poeți englezi și europeni de perspectivă pentru editură.
Wesleyan University este cel mai mic colegiu sau universitate din Statele Unite ale Americii care are propria sa editură, iar Wesleyan University Press are a doua cea mai veche colecție de poezii din țară. Aproximativ 25 de cărți sunt publicate în fiecare an.
Printre scriitorii și poeții publicați de editură se numără John Luther Adams, Rae Armantrout (inclusiv volumul Versed, câștigător al Premiului Pulitzer), Samuel R. Delany, James Dickey (al 18-lea poet laureat al S.U.A.), Brenda Hillman, Paul Horgan (inclusiv două cărți câștigătoare ale premiului Pulitzer), David Ignatow, Yusef Komunyakaa (inclusiv volumul Neon Vernacular, câștigător al Premiului Pulitzer), Justine Larbalestier, Heather McHugh, Juliet McMains, Farah Mendlesohn, Alice Notley, Leslie Scalapino, Louis Simpson (inclusiv volumul At The End Of The Open Road, câștigător al Premiului Pulitzer), Richard Slotkin, James Tate (inclusiv volumul James Tate: Selected Poems, câștigător al Premiului Pulitzer), Jean Valentine, Gerald Vizenor, Charles Wright, James Wright (inclusiv volumul Collected Poems, câștigător al Premiului Pulitzer). Recent, Wesleyan University Press a publicat o colecție de poezii ale lui Jack Spicer, care a câștigat un premiu American Book în 2009, contribuind la redescoperirea unui poet care a murit într-un anonimat public (de alcoolism acut) în 1965.
Cărțile publicate de Wesleyan University Press sunt distribuite de University Press of New England.